# Great Wall Hover
«Great Wall Hover» (укр. «Ґрейт вол хо́вер») — позашляховик китайської компанії Great Wall.

## Опис

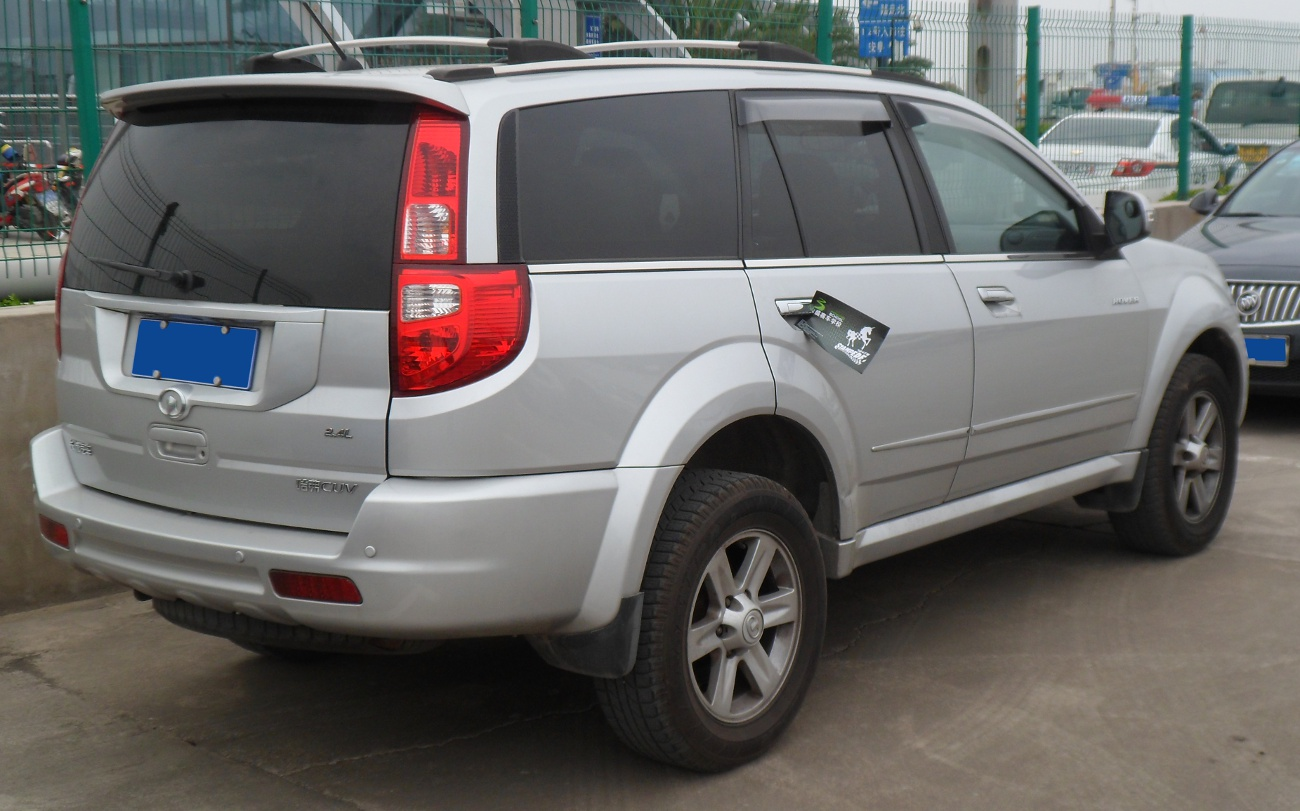
Great Wall Hover

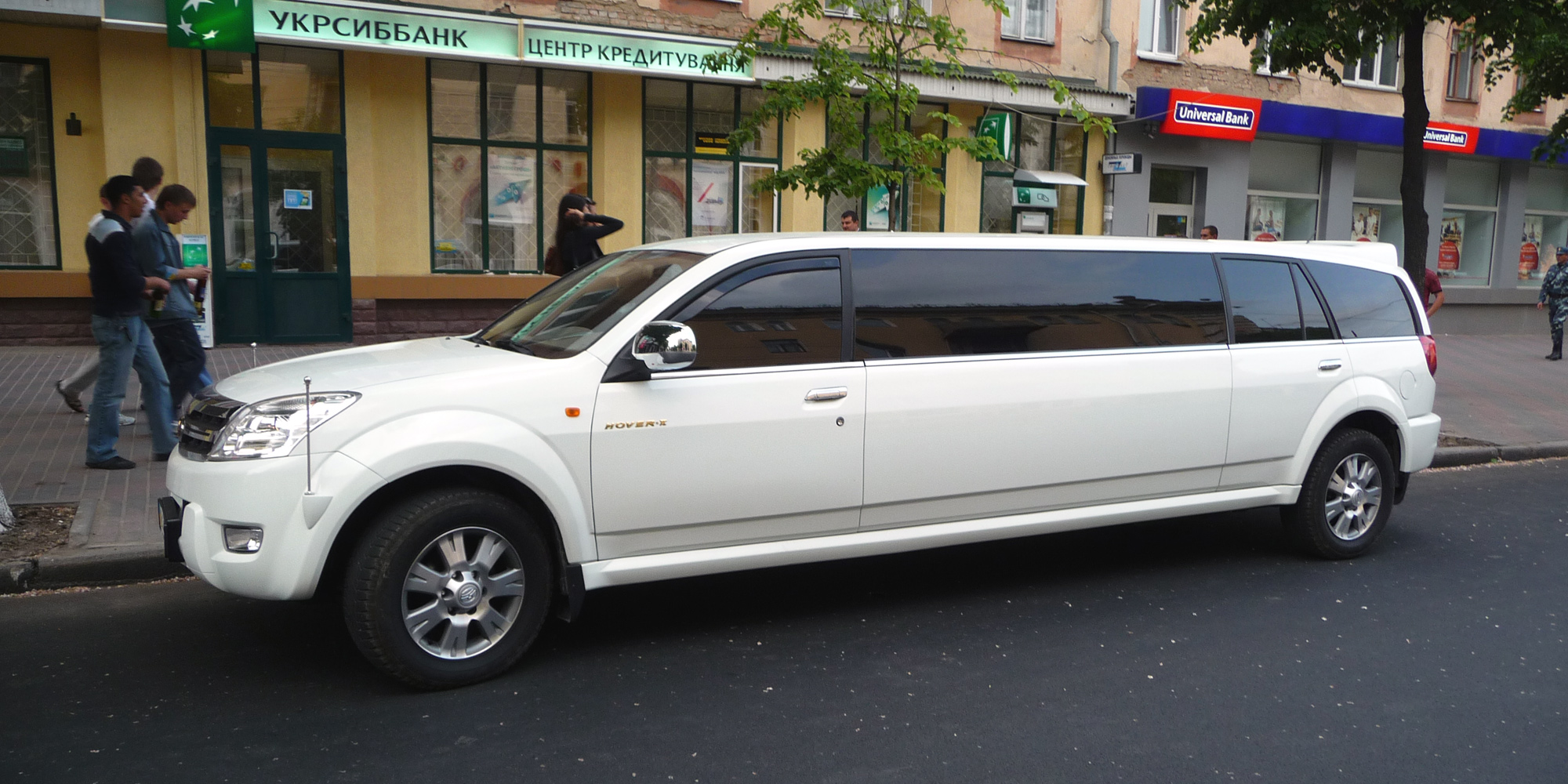
Great Wall Hover Pi у м. Вінниці

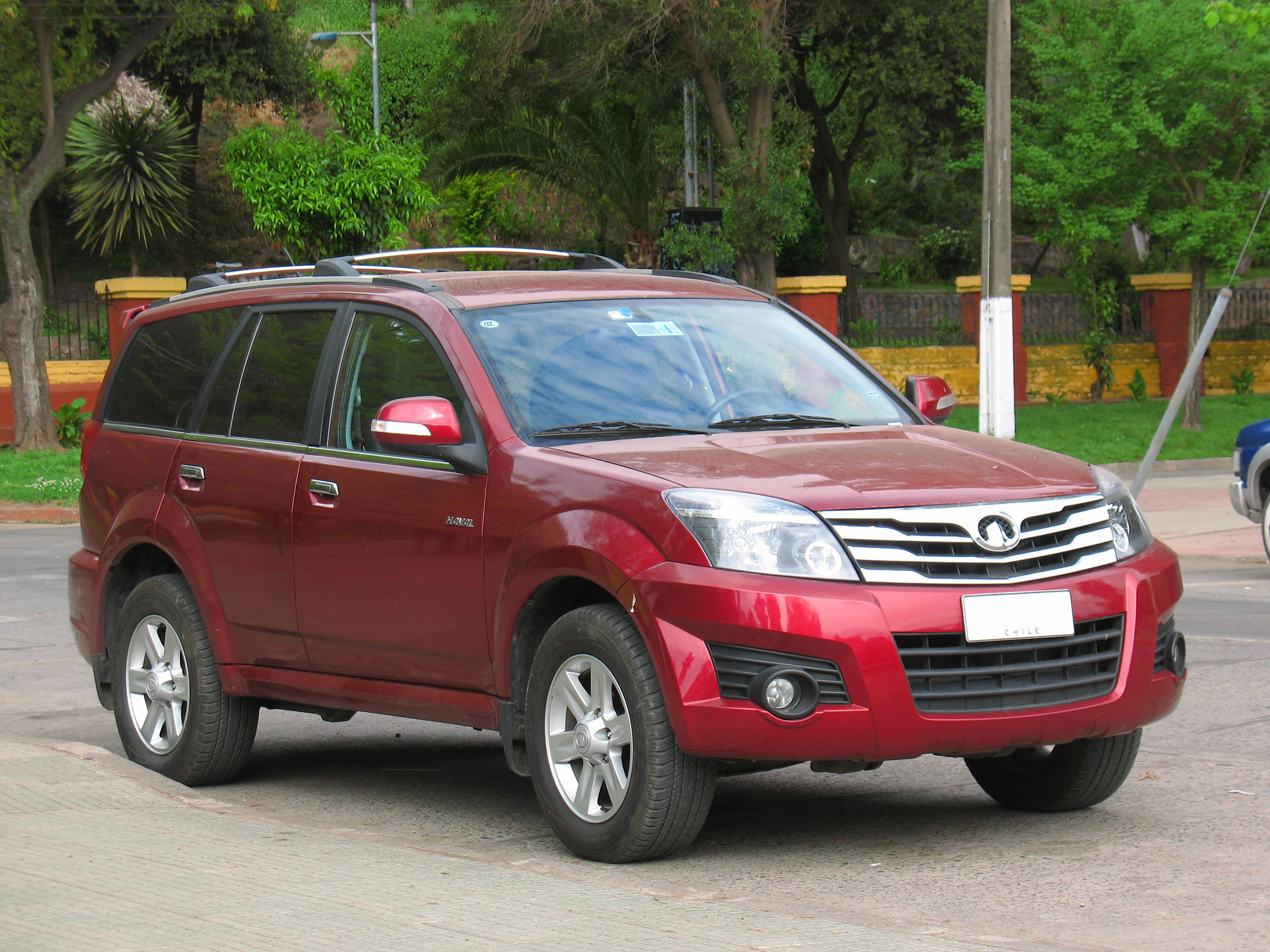
Great Wall Haval H3

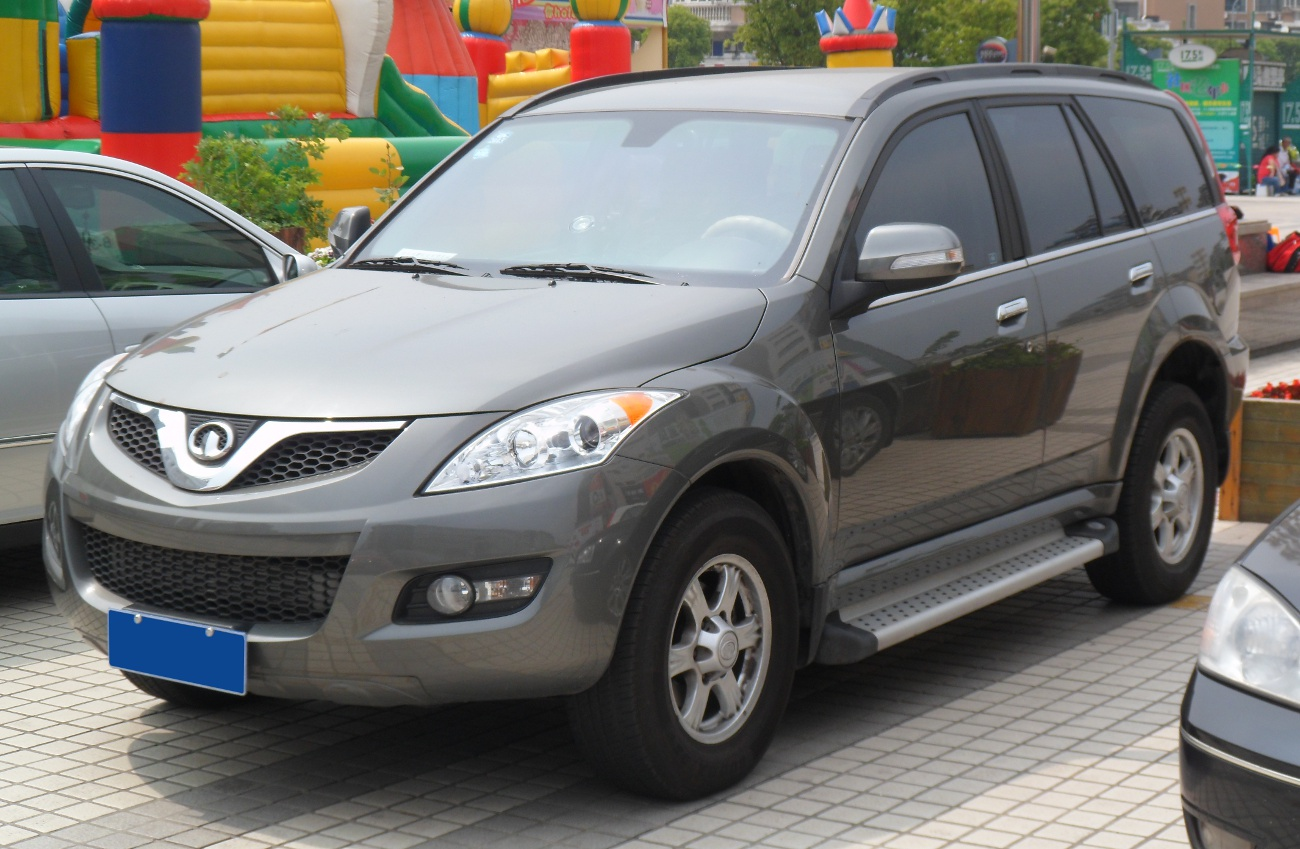
Great Wall Haval H5

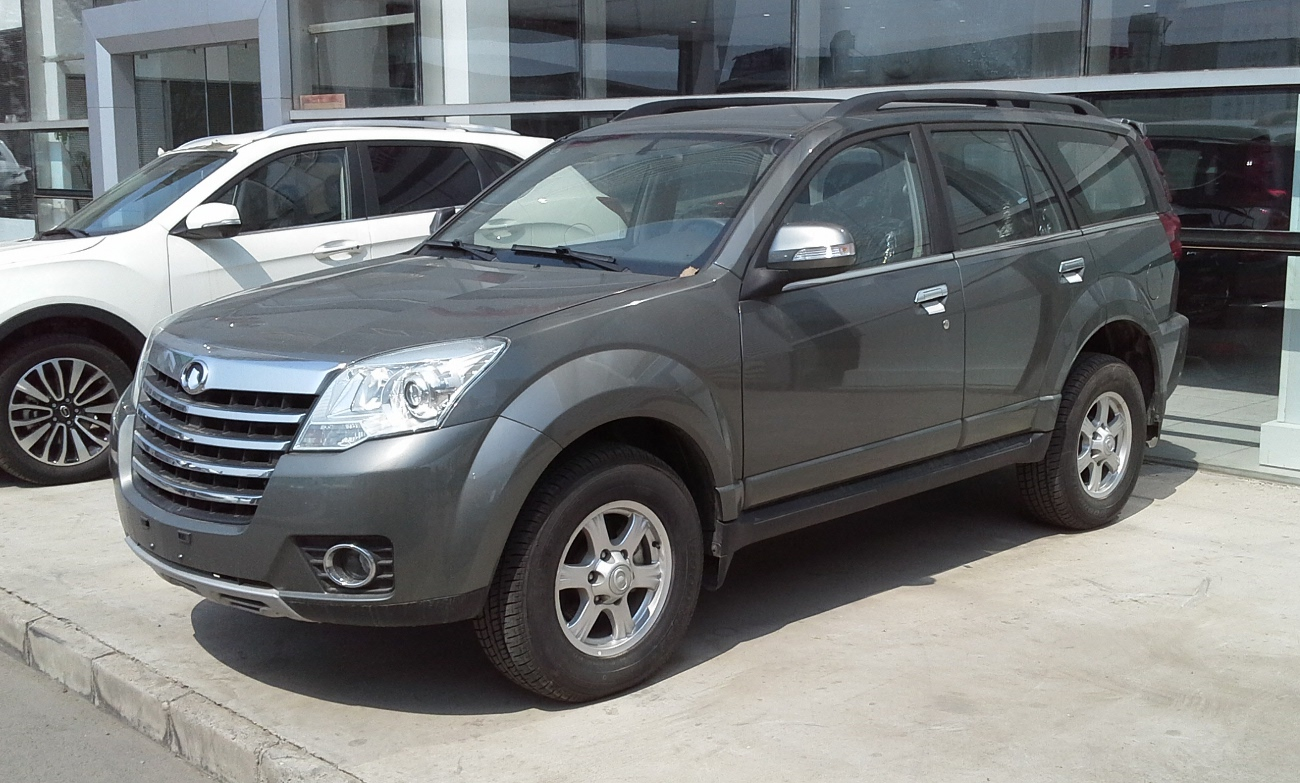
Great Wall Haval H5 після фейсліфту

Great Wall Hover виготовляється з 2005 року і до сьогодні.
Hover має рамну конструкцію. Автомобіль поставляється з 2- або 2,4-літровим бензиновим двигуном або з 2,8-літровим дизельним, в парі з 5-ступінчастою механічною коробкою передач, і 2,5-літровим турбодизелем з 5-ступінчастою АКПП. Усі двигуни узгоджені зі стандартами Євро-4. Усі автомобілі мають постійний задній або повний привод із пониженою передачею. Повний привод Part Time з можливістю вибору одного з 3 режимів — 2H, 4H і понижувальної передачі 4L — натисканням відповідної кнопки на передній панелі.
Шини — 235/65 R17. Передня підвіска — незалежна, торсіонна, на подвійних поперечних важелях. Задня підвіска — залежна, пружинна, на поздовжніх важелях. Рульове управління — рейка-шестерня, гідропідсилювач керма. Гальма дискові.
Салон автомобіля оснащується шкірою, пластикова передня панель має РК-монітор з USB- і AUX-входами, Bluetooth і роз'ємами під картки SD. У всіх комплектаціях є клімат-контроль, гідропідсилювач, фронтальні подушки безпеки, АБС, аудіосистема, парктронік, легкосплавні диски, підігрів передніх сидінь, рейлінги, протитуманні ліхтарі й електропривод дзеркал і підіймачів. У вищих комплектаціях є камера заднього виду, люк на даху, блокування диференціала, електропривод сидіння водія.

### Україна
В Україні 23 серпня 2007 року на КрАСЗ стартувала лінія по збиранню трьох моделей компанії Great Wall, зокрема й моделі Hover. Ця модель була першим китайським авто, яке було експортовано до західної Європи у 2006 році, коли 30 тис. Hover-ів було привезено до Італії.
Модель, що продається в Україні укомплектовується 16-клапанним 4-х циліндровим двигуном 4G64 Mitsubishi об'ємом 2,4 л із багатоточковим впорскуванням (розгін до 100 км/год за 11 секунд) або турбодизельним GW 2,8 л.
Ціна коливається від $23 993 до $29 310.

## Дизайн та розробка
Однією з причин невеликої вартості Greate Wall Hover на світовому ринку є те, що авто базується на розробках від старіших моделей інших автовиробників. Двигун виготовляється Mitsubishi, екстер'єр базується на Isuzu Axiom (1999), шасі від Toyota 4Runner.

## Двигуни
Great Wall Hover
- 2.0 л 4G63 I4
- 2.4 л 4G64 I4
- 2.4 л 4G69 I4
- 2.5 л GW2.5TCI I4 (diesel)
- 2.8 л GW2.8TC I4 (diesel)

Great Wall Haval H5
- 2.0 л 4G63 I4
- 2.4 л 4G69S4N I4
- 2.0 л GW4D20 I4 (diesel)
- 2.5 л GW2.5TCI I4 (diesel)

## Стандарти та безпека
Great Wall Hover пройшов тест на емісію шкідливих викидів Euro 3 та отримав 3 зірки безпеки після стандартного Euro-NCAP краш-тесту.